# Badminton-Weltmeisterschaft für Behinderte 2009
Die VII. Badminton-Weltmeisterschaft für Behinderte, offiziell BWF Para-Badminton World Championships 2009, fand vom 8. bis 12. September 2009 in Seoul (Republik Korea) statt. Die Republik Korea konnte neun der 25 Goldmedaillen für sich entscheiden, gefolgt von Thailand mit fünf und Hongkong mit vier. Der Thailänder Amnouy Wetwithan, Sim Jae-yeol aus der Republik Korea und Ma Hui Hui aus der Volksrepublik China waren mit jeweils zwei Gold- und einer Silbermedaille die erfolgreichsten Sportler der Weltmeisterschaft.
Pascal Wolter errang eine Silbermedaille für Deutschland und Frank Dietel sowie das deutsche Team eine Bronzemedaille.

## Wettbewerbe
| Disziplin    | Klasse   | Gold                                   | Silber                             | Bronze                                     | Bronze                                       |
| ------------ | -------- | -------------------------------------- | ---------------------------------- | ------------------------------------------ | -------------------------------------------- |
| Herreneinzel | BMSTL1   | Pramod Bhagat                          | Subpong Meepian                    | Takayuki Taniguchi                         | Banchop Wongkhamkhruea                       |
| Herreneinzel | BMSTL2   | Kim Chang-man                          | Toshiaki Suenaga                   | Pascal Wolter                              | Hsu Jen-ho                                   |
| Herreneinzel | BMSTL3   | Kwong Wah Yu                           | Cheng Lin                          | Raúl Anguiano Araujo                       | Jun Dong-chun                                |
| Herreneinzel | BMSTL3a  | Adisak Saengarayakul                   | Lallith Kumara Wathuhena           | Deepal Herath Lekam Ralage                 | Deepal Herath Lekam Ralage                   |
| Herreneinzel | BMSTU5   | Raj Kumar                              | Eyal Bachar                        | Rakesh Pandey                              | Meng Lee                                     |
| Herreneinzel | BMSTU4   | Shu Yuen Wong                          | Jeffrey Jamin Zee                  | Tak Kwan Lam                               | Upul Bandara Gamagedara                      |
| Herreneinzel | BMW2     | Lee Sam-seop                           | Lee Yong-ho                        | David Toupé                                | Osamu Nagashima                              |
| Herreneinzel | BMW3     | Sim Jae-yeol                           | Kim Sung-hun                       | Amir Levi                                  | Jose Guillermo Lama                          |
| Dameneinzel  | BMSTL2   | Heo Sun-hui                            | Kamtam Wandee                      | Lee Jeom-suk                               | Lee Jeom-suk                                 |
| Dameneinzel  | BMSTL3   | Ma Hui Hui                             | Wang Song Ye                       | Yūko Yamaguchi                             | Nipada Seansupa                              |
| Dameneinzel  | BMW2     | Sujirat Pookkham                       | Lee Mi-ok                          | Nina Gorodetzky                            | Son Ok-cha                                   |
| Dameneinzel  | BMW3     | Amnouy Wetwithan                       | Lee Sun-ae                         | Kim Yeon-sim                               | Kim Yeon-sim                                 |
| Dameneinzel  | BMSU5    | Ayako Suzuki                           | Ma Hui Hui                         | —                                          | —                                            |
| Herrendoppel | BMSTL1   | Subpong Meepian Banchop Wongkhamkhruea | Chiu Pong Tsang Tung Fung Kwong    | Khan Nurul Hossain Rao Gedala Dillaswar    | Khan Nurul Hossain Rao Gedala Dillaswar      |
| Herrendoppel | BMSTL2   | Lee Chun-ui Kim Chang-man              | Manabu Umeda Takayuki Taniguchi    | Yusuke Yamaguchi Katsumasa Suzuki          | Yusuke Yamaguchi Katsumasa Suzuki            |
| Herrendoppel | BMSTL3   | Kwong Wah Yu Siu Keung Chu             | Kim Jae-hoon Jun Dong-chun         | Toshiaki Suenaga Taku Hiroi                | Raúl Anguiano Araujo Adisak Saengarayakul    |
| Herrendoppel | BMSTU4   | Tetsuo Ura Yoshiaki Mori               | Jeffrey Jamin Zee Tak Kwan Lam     | Upul Bandara Gamagedara Satyam Janapareddi | Upul Bandara Gamagedara Satyam Janapareddi   |
| Herrendoppel | BMSTU5   | Rakesh Pandey Raj Kumar                | Cheng Lin Meng Lee                 | Jonathan Levy Eyal Bachar                  | İlker Tuzcu Frank Dietel                     |
| Herrendoppel | BMMW2    | Lee Yong-ho Lee Sam-seop               | David Toupé Avni Kertmen           | Tsutomu Shimada Osamu Nagashima            | Tsutomu Shimada Osamu Nagashima              |
| Herrendoppel | BMW3     | Sim Jae-yeol Kim Sung-hun              | Jakarin Homhual Dumnern Junthong   | Avraham Oren Amir Levi                     | Munidasa Walimunige Jayathilaka Banda Wasala |
| Damendoppel  | BMW2+3   | Lee Sun-ae Kim Yeon-sim                | Sujirat Pookkhum Amnouy Wetwithan  | Nina Gorodetzky Shulamit Dahan             | Son Ok-cha Lee Mi-ok                         |
| Damendoppel  | BMSTL2+3 | Wang Songye Ma Huihui                  | Japan Yūko Yamaguchi Aki Takahashi | Wandee Kamtam Nipada Seansupa              | Wandee Kamtam Nipada Seansupa                |
| Mixed        | BMW2     | Lee Sam-seop Lee Mi-ok                 | Lee Yong-ho Son Ok-cha             | Osamu Nagashima Midori Shimada             | Osamu Nagashima Midori Shimada               |
| Mixed        | BMW3     | Dumnern Junthong Amnouy Wetwithan      | Sim Jae-yeol Kim Yeon-sim          | Kim Sung-hun Lee Sun-ae                    | Kim Sung-hun Lee Sun-ae                      |
| Team         | BMW2     | Hongkong                               | Chinese Taipei                     | Südkorea                                   | Deutschland                                  |

## Medaillenspiegel
| Platz | Mannschaft          | Gold | Silber | Bronze | Gesamt |
| ----- | ------------------- | ---- | ------ | ------ | ------ |
| 01    | Republik Korea      | 9    | 7      | 7      | 23     |
| 02    | Thailand            | 5    | 4      | 4      | 13     |
| 03    | Hongkong            | 4    | 3      | 1      | 8      |
| 04    | Indien              | 3    | —      | 3      | 6      |
| 05    | Japan               | 2    | 3      | 7      | 12     |
| 06    | Volksrepublik China | 2    | 2      | —      | 4      |
| 07    | Chinese Taipei      | —    | 3      | 2      | 5      |
| 08    | Israel              | —    | 1      | 5      | 6      |
| 09    | Sri Lanka           | —    | 1      | 4      | 5      |
| 10    | Frankreich          | —    | 1      | 1      | 2      |
| 10    | Türkei              | —    | 1      | 1      | 2      |
| 12    | Deutschland         | —    | —      | 3      | 3      |
| 13    | Guatemala           | —    | —      | 2      | 2      |
| 14    | Spanien             | —    | —      | 1      | 1      |

| Platz | Sportler         | Gold | Silber | Bronze | Gesamt |
| ----- | ---------------- | ---- | ------ | ------ | ------ |
| 01.   | Amnouy Wetwithan | 2    | 1      | –      | 3      |
| 01.   | Sim Jae-yeol     | 2    | 1      | –      | 3      |
| 01.   | Ma Hui Hui       | 2    | 1      | –      | 3      |
| 04.   | Kim Chang-man    | 2    | –      | –      | 2      |
| 04.   | Kwong Wah Yu     | 2    | –      | –      | 2      |
| 04.   | Raj Kumar        | 2    | –      | –      | 2      |
| 04.   | Lee Sam-seop     | 2    | –      | –      | 2      |
| 08.   | Lee Yong-ho      | 1    | 2      | –      | 3      |
| 09.   | Lee Mi-ok        | 1    | 1      | 1      | 3      |
| 09.   | Lee Sun-ae       | 1    | 1      | 1      | 3      |
| 09.   | Kim Sung-hun     | 1    | 1      | 1      | 3      |
| 09.   | Kim Yeon-sim     | 1    | 1      | 1      | 3      |